# 1989 في تونس
فيما يلي قوائم الأحداث التي وقعت خلال عام 1989 في تونس.

## أحداث
- 2 أبريل – الانتخابات التشريعية التونسية 1989

## سياسة

### تعيين في المنصب
- 27 سبتمبر – حامد القروي رئيس حكومة تونس.

### انتهاء فترة المنصب
- 27 سبتمبر – الهادي البكوش رئيس حكومة تونس.

## أفلام
من الأفلام التي صدرت هذه السنة في تونس:
- 1 يناير – صفايح ذهب من إخراج نوري بوزيد.

## مواليد

### يناير
- 1 يناير – محمد علي بن حمودة لاعب كرة قدم تونسي.
- 8 يناير – مروى العمري لاعبة مصارعة تونسية.

### فبراير
- 8 فبراير – أمير عمراني لاعب كرة قدم تونسي.[1]
- 23 فبراير – أحمد العكايشي لاعب كرة قدم تونسي.[2]

### مارس
- 27 مارس – مكرم بن رمضان لاعب كرة سلة تونسي.

### يونيو
- 3 يونيو – فاروق بن مصطفى لاعب كرة قدم تونسي.

### أغسطس
- 6 أغسطس – أيمن عبد النور لاعب كرة قدم تونسي.[3]
- 19 أغسطس – نسرية الجلاصي لاعبة جودو تونسية.

### أكتوبر
- 5 أكتوبر – روعة التليلي منافِسة أوليمبية تونسية.

## وفيات

### مايو
- 7 مايو – جلال الدين النقاش (مواليد 1910) كاتب تونسي.

### يوليو
- 21 يوليو – شافية رشدي (مواليد 1910) ممثلة تونسية.